# 30 Canciónes de Oro (30 Gold Hits)
30 Cancíones de Oro (em inglês:30 Gold Hits) é a terceira compilação da carreira do cantor e compositor espanhol David Bisbal. "Canções de Ouro", é uma série da Universal Music na Espanha que seleciona 30 canções do artista que mais fizeram sucesso nas paradas musicais.

## Faixas

### CD I
| Edição padrão |                          |                |         |  |
| N.º           | Título                   | Compositor(es) | Duração |  |
| 1.            | "Aquí y Ahora"           |                | 4:01    |  |
| 2.            | "Ave María"              |                | 3:31    |  |
| 3.            | "Lloraré Las Penas"      |                | 3:59    |  |
| 4.            | "Un Amor Que Viene Y Va" |                | 3:42    |  |
| 5.            | "Cómo Será"              |                | 3:58    |  |
| 6.            | "Fuiste Mía"             |                | 4:02    |  |
| 7.            | "Dígale"                 |                | 4:22    |  |
| 8.            | "Por Cuanto Tiempo"      |                | 3:53    |  |
| 9.            | "Oye El Boom"            |                | 4:26    |  |
| 10.           | "Amores Del Sur"         |                | 3:50    |  |
| 11.           | "Camina Y Ven"           |                | 4:20    |  |
| 12.           | "Se Acaba"               |                | 3:53    |  |
| 13.           | "Desnúdate Mujer"        |                | 4:40    |  |
| 14.           | "Permítame Señora"       |                | 4:433   |  |
| 15.           | "Ángel De La Noche"      |                | 3:24    |  |

### CD II
| Edição padrão |                                                    |                |         |  |
| N.º           | Título                                             | Compositor(es) | Duração |  |
| 1.            | "Quién Me Iba A Decir"                             |                | 3:38    |  |
| 2.            | "Silêncio (Turnê de 2006)"                         |                | 3:31    |  |
| 3.            | "Amar És Lo Que Quiero"                            |                | 3:30    |  |
| 4.            | "Premonicíon"                                      |                | 4:06    |  |
| 5.            | "Amanecer Sin Ti"                                  |                | 3:57    |  |
| 6.            | "Calentando Voy (I'm Just Warmin' Up)"             |                | 3:38    |  |
| 7.            | "La Actriz"                                        |                | 3:15    |  |
| 8.            | "Como Olvidar"                                     |                | 4:49    |  |
| 9.            | "Bulería"                                          |                | 5:39    |  |
| 10.           | "Esta Ausencia"                                    |                | 5:01    |  |
| 11.           | "Fuiste Mía/Quiero Perderme En Tu Cuerpo (Medley)" |                | 4:56    |  |
| 12.           | "Cuidar Nuestro Amor (I'll Never Let Go)"          |                | 3:38    |  |
| 13.           | "Caramelito"                                       |                | 3:08    |  |
| 14.           | "Amante Bandido"                                   |                | 4:10    |  |
| 15.           | "Todo Por Ustedes"                                 |                | 4:31    |  |

## Informações técnicas
- Código de Barras: 0 602537 13763 3
- Código de Barras (CD1): 0 602537 13765 7
- Código de Barras (CD2): 0 602537 13766 4